# PIT-Manöver

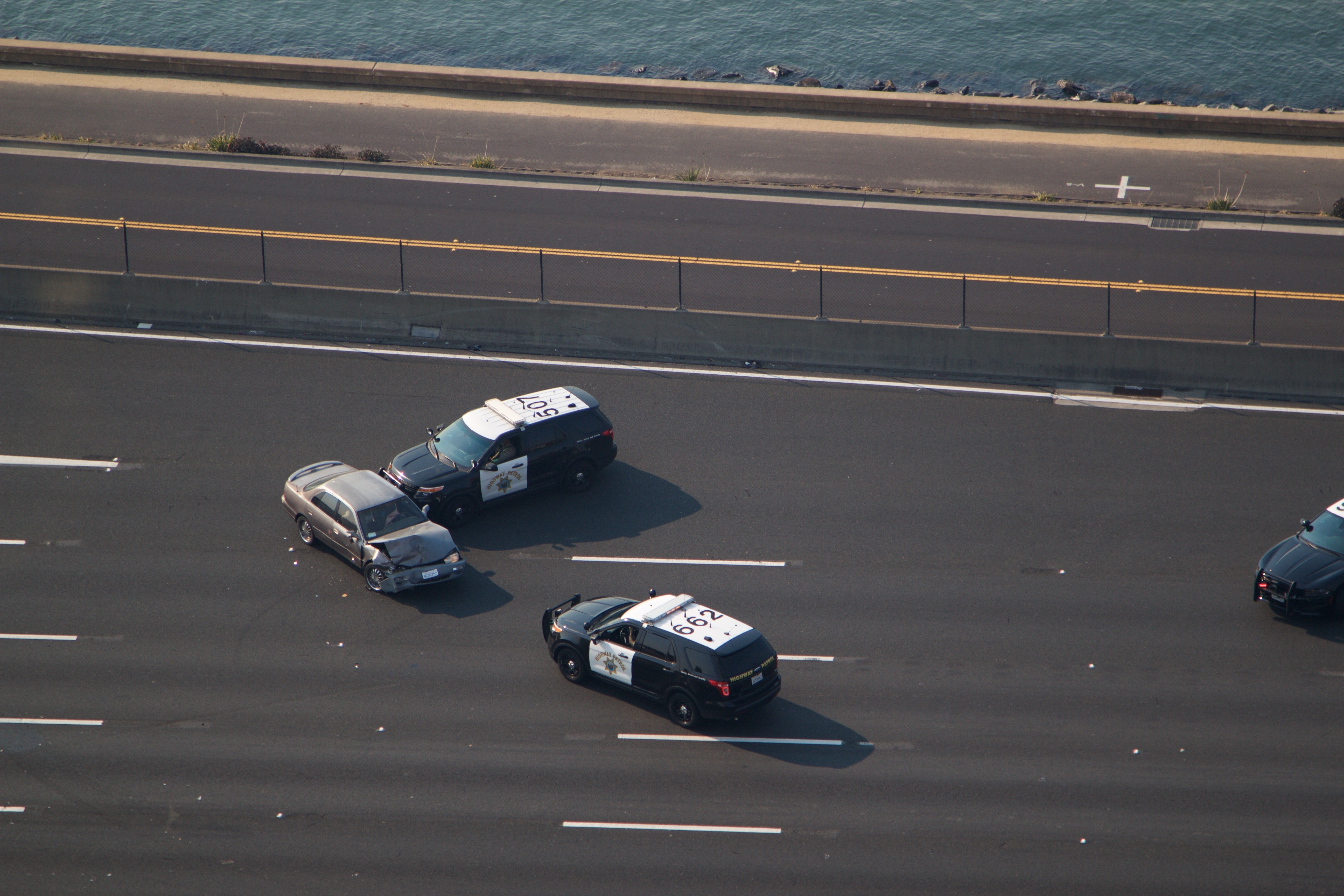
Situation nach einem PIT-Manöver auf dem Highway

Ein PIT-Manöver (von englisch precision immobilization technique ‚Präzisions-Immobilisierungstechnik‘) ist eine Technik der Strafverfolgungsbehörden, ein fliehendes Fahrzeug zu stoppen.

## Geschichte
Das PIT-Manöver wurde von der Bump-and-Run-Technik des Stockcar-Rennsports übernommen, bei der ein Rennfahrer seinem Konkurrenten in die hintere Stoßstange fährt, damit er die Kontrolle verliert.

## Ablauf
Bei dem PIT-Manöver positioniert sich das verfolgende Fahrzeug fast parallel zum Zielfahrzeug. Die Vorderräder des verfolgenden Fahrzeugs werden auf die Hinterräder des Zielfahrzeuges ausgerichtet. Das verfolgende Fahrzeug lenkt dann scharf in das Zielfahrzeug hinein, um es ins Schleudern zu bringen. Durch die entstandene Drehung kommt das Zielfahrzeug zum Stehen. Danach können die Beamten das Fahrzeug umzingeln.

## Nachteile
Ein PIT-Manöver kann nicht sicher bei höheren Geschwindigkeiten eingesetzt werden. Man geht meist von einer Geschwindigkeit von ca. 56 km/h aus. Je höher die Geschwindigkeit, desto gefährlicher wird ein PIT-Manöver. In den Vereinigten Staaten kam es bereits zu mehreren Todesfällen durch PIT-Manöver. Schlechte Wetter- und Straßenverhältnisse machen PIT-Manöver ebenfalls gefährlich. Ein PIT-Manöver kann nur bei einer freien Straße verwendet werden, um keine anderen Fahrzeuge zu beschädigen.